# Karl Lachmann (Architekt)

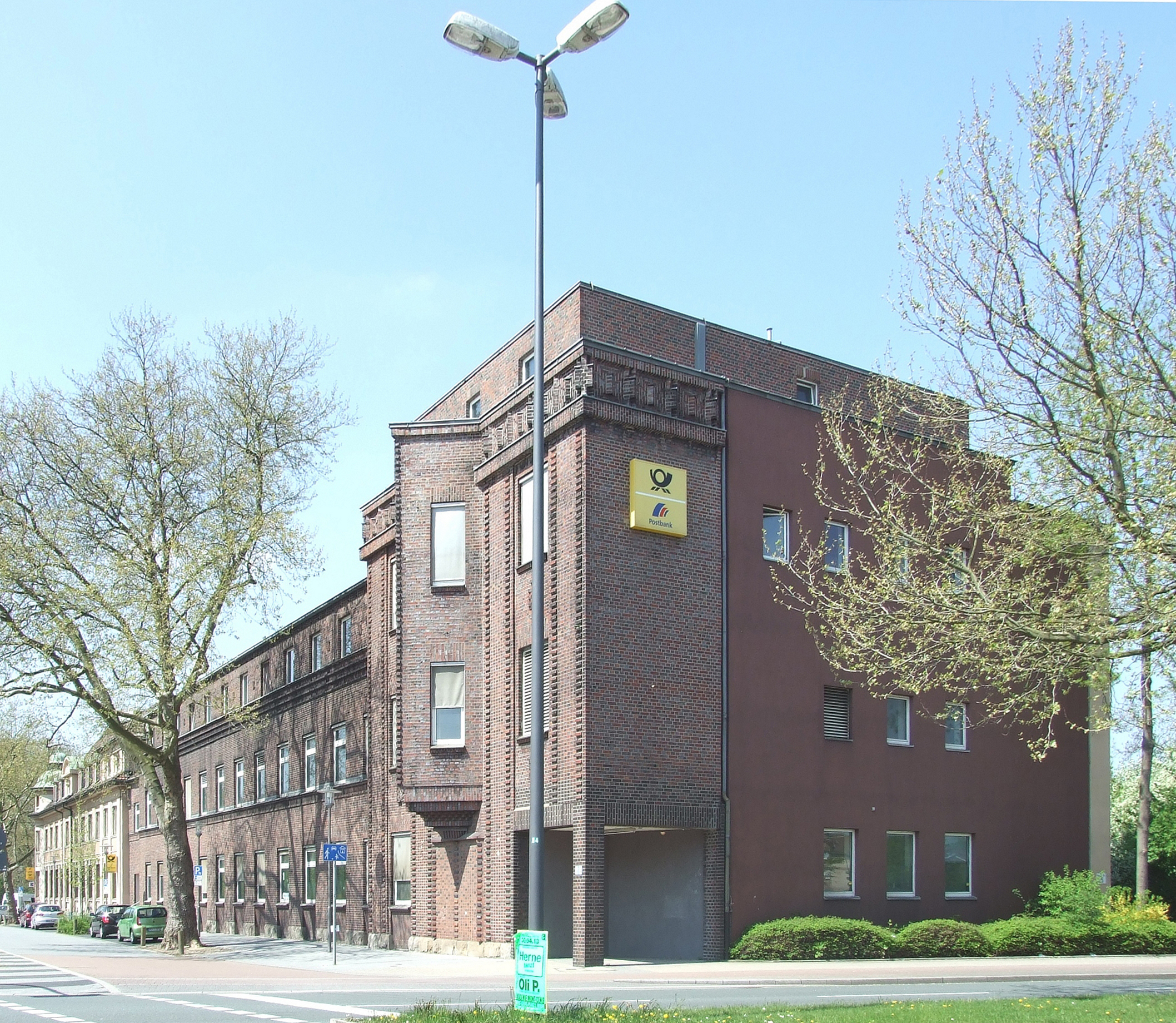
Paketpost- und Telegrafenamt Wanne-Eickel (1932)

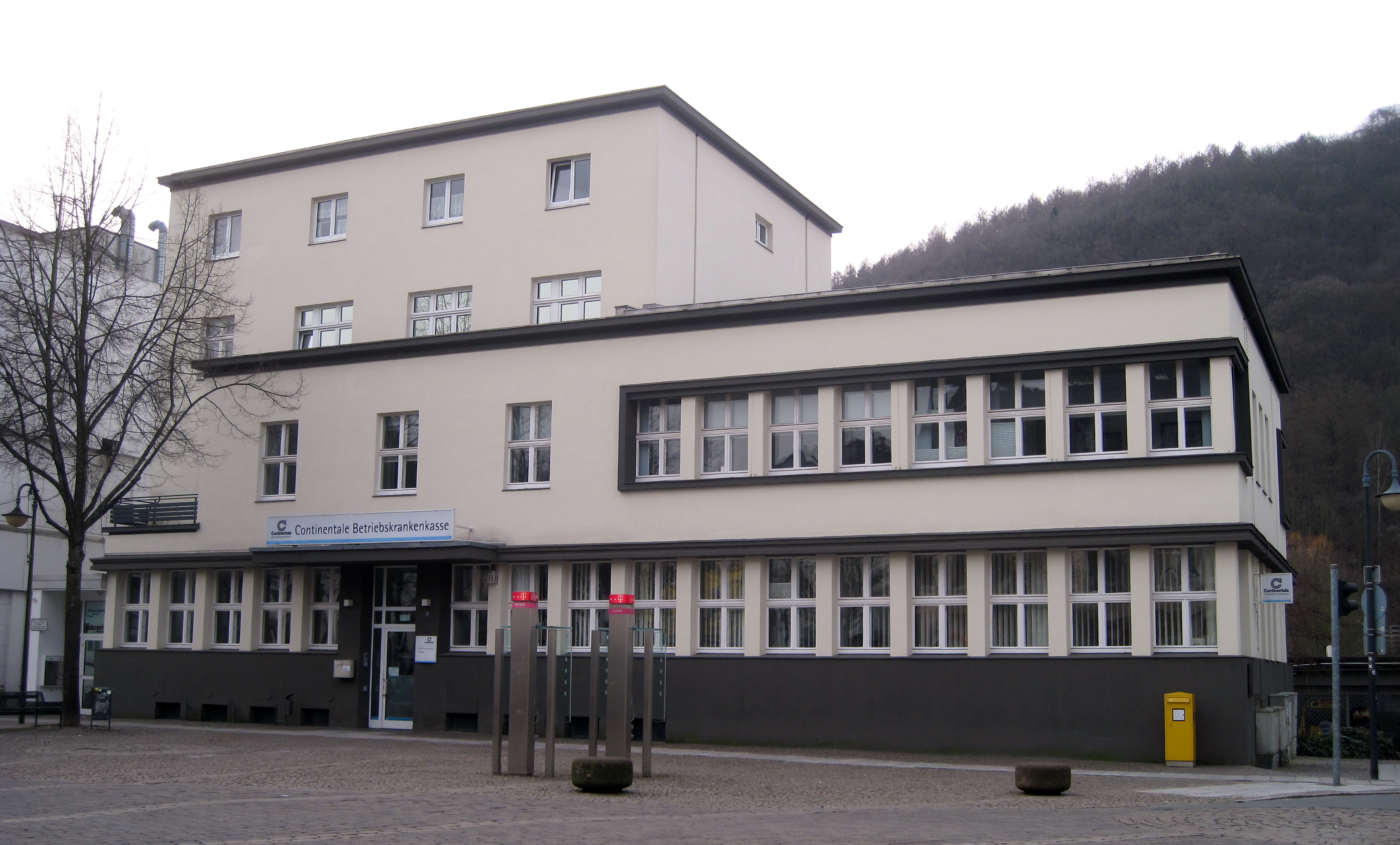
Postamt Plettenberg (1932)

Karl Lachmann (* 14. Juli 1887 in Posen; † nach 1933) war ein deutscher Architekt und Baubeamter bei der Deutschen Reichspost.

## Leben
Als hochbautechnischer Referent der Oberpostdirektion Dortmund entwarf er einige Postbauten im Ruhrgebiet, die sich stilistisch zwischen Backsteinexpressionismus und Neuem Bauen einordnen lassen. Lachmann war Mitglied im Deutschen Werkbund (DWB).

## Bauten
- 1925–1931: Neubau des Hauptpostamts in Bochum, Willy-Brandt-Platz 1–3 / Viktoriastraße (mit Wolfgang Hager) Lage
- 1931–1932: Postamt am Maiplatz in Plettenberg Lage[1]
- 1932: Paketpost- und Telegrafenamt in Wanne-Eickel, Wanner Straße 25 Lage
- 1932–1933: Postamt in Wattenscheid, Hochstraße 31 Lage[2]

## Schriften
- Moderne Postbaukunst. In: Die Form, Zeitschrift für gestaltende Arbeit, 3. Jahrgang 1928, Heft 2, S. 50–58. (Digitalisat bei der Universitätsbibliothek Heidelberg)